# 浄土院 (京都市上京区)
浄土院（じょうどいん）は、京都市上京区にある浄土宗の寺院（尼寺）。山号は湯沢山。本尊は阿弥陀如来。通称の「湯沢山茶くれん寺」の名で親しまれている。

## 歴史
当院は、天台宗の寺院・般舟院の隠居所として平安時代に宗印により創建されたという。
豊臣秀吉は、天正15年（1587年）10月1日に北野天満宮の境内で北野大茶湯を開こうとして北野に赴く際、当院に立ち寄った。そこで庵主に茶を所望して飲み干すと秀吉は続けて二杯目も所望した。庵主は自分の未熟なお点前によるお茶を出し続けるのは失礼と考えて、当院に湧き出る銀水の白湯を出し続けた。秀吉は庵主の思いを悟ったか、「お茶を頼んでいるのに白湯ばかり出し、お茶をくれん」と言って笑ったという。その後、当院は「湯たく山茶くれん寺」と呼ばれるようになったと伝えられている。

## 境内
- 本堂
- 庫裏
- 地蔵堂
- 稲荷社
- 山門

## 文化財

### 重要文化財
- 木造阿弥陀如来坐像 - 永長元年（1096年）、僧・寂能の作。

## 前後の札所
通称寺の会（湯沢山茶くれん寺）

## 所在地
- 京都府京都市上京区今出川通千本西入南上善寺町179